# Rio Barra Azul
Rio Barra Azul är ett vattendrag i Brasilien.   Det ligger i delstaten Paraná, i den södra delen av landet, 1 000 km söder om huvudstaden Brasília.
Trakten runt Rio Barra Azul består till största delen av jordbruksmark. Runt Rio Barra Azul är det glesbefolkat, med 16 invånare per kvadratkilometer.